# Campionati mondiali juniores di biathlon 2015
I Campionati mondiali juniores di biathlon 2015 si sono svolti dal 18 al 24 febbraio a Minsk Raǔbičy, in Bielorussia. Le gare, maschili e femminili, si articolarono nelle due categorie "Giovani" (fino a 19 anni) e "Juniores" (fino a 21 anni).

## Risultati

### Uomini

#### Categoria "Giovani"

##### Sprint 7,5 km
| Posizione | Atleta               | Nazione     | Tempo   | Penalità |
| --------- | -------------------- | ----------- | ------- | -------- |
| 1         | Jonas Uglem Mobakken | Norvegia    | 20:38,5 | 0+0      |
| 2         | Felix Leitner        | Austria     | 20:48,8 | 2+0      |
| 3         | Mattis Haug          | Norvegia    | 21:04,6 | 1+0      |
| 4         | Nikita Poršnev       | Russia      |         |          |
| 5         | Joscha Burkhalter    | Svizzera    |         |          |
| 6         | Aleksandr Nasekin    | Russia      |         |          |
| 7         | Erik Weick           | Germania    |         |          |
| 8         | Kirill Strel'cov     | Russia      |         |          |
| 9         | Raman Šynkevič       | Bielorussia |         |          |
| 10        | Justus Strelow       | Germania    |         |          |

20 febbraio

##### Inseguimento 10 km
| Posizione | Atleta               | Nazione   | Tempo   | Penalità |
| --------- | -------------------- | --------- | ------- | -------- |
| 1         | Felix Leitner        | Austria   | 28:12,3 | 0+0+0+2  |
| 2         | Kirill Strel'cov     | Russia    | 28:15,3 | 1+0+1+0  |
| 3         | Mattis Haug          | Norvegia  | 28:23,3 | 1+0+1+0  |
| 4         | Jonas Uglem Mobakken | Norvegia  |         |          |
| 5         | Joscha Burkhalter    | Svizzera  |         |          |
| 6         | Dmytro Ivasenko      | Ucraina   |         |          |
| 7         | Justus Strelow       | Germania  |         |          |
| 8         | Erik Weick           | Germania  |         |          |
| 9         | Milan Žemlička       | Rep. Ceca |         |          |
| 10        | Nikita Poršnev       | Russia    |         |          |

22 febbraio

##### Individuale 12,5 km
| Posizione | Atleta                  | Nazione     | Tempo   | Penalità |
| --------- | ----------------------- | ----------- | ------- | -------- |
| 1         | Kirill Strel'cov        | Russia      | 35:04.8 | 1+1+0+0  |
| 2         | Anders Emil Schiellerup | Danimarca   | 35:09,5 | 0+0+0+0  |
| 3         | Igor' Šet'ko            | Russia      | 35:20,4 | 0+1+1+0  |
| 4         | Bartłomiej Filip        | Polonia     |         |          |
|           | Andreas Kjeverud Eggen  | Norvegia    |         |          |
| 6         | Justus Strelow          | Germania    |         |          |
| 7         | Aleksandr Nasekin       | Russia      |         |          |
| 8         | Raman Šynkevič          | Bielorussia |         |          |
| 9         | Mattis Haug             | Norvegia    |         |          |
| 10        | Felix Leitner           | Austria     |         |          |

18 febbraio

##### Staffetta 3x7,5 km
| Posizione | Nazione   | Atleti                                                  | Tempo     | Penalità |
| --------- | --------- | ------------------------------------------------------- | --------- | -------- |
| 1         | Russia    | Igor' Šet'ko Nikita Poršnev Kirill Strel'cov            | 1:04:01,2 | 0+7      |
| 2         | Ucraina   | Vitalij Truš Nazar Cebryns'kyj Dmytro Ivasenko          | 1:04:38,9 | 0+8      |
| 3         | Norvegia  | Jonas Uglem Mobakken Andreas Kjeverud Eggen Mattis Haug | 1:06:03,7 | 1+11     |
| 4         | Finlandia | Vili Sormunen Tero Seppälä Olli Jaakkola                |           |          |
| 5         | Svizzera  | Joscha Burkhalter Nirando Bacchetta Sandro Bovisi       |           |          |

23 febbraio

#### Categoria "Juniores"

##### Sprint 10 km
| Posizione | Atleta               | Nazione     | Tempo   | Penalità |
| --------- | -------------------- | ----------- | ------- | -------- |
| 1         | Aleksandr Dedjuchin  | Russia      | 24:49,0 | 0+0      |
| 2         | Fabien Claude        | Francia     | 24:53,6 | 0+1      |
| 3         | Sean Doherty         | Stati Uniti | 24:59,2 | 0+1      |
| 4         | Niklas Homberg       | Germania    |         |          |
| 5         | Aleksandr Povarnicyn | Russia      |         |          |
| 6         | Ėduard Latypov       | Russia      |         |          |
| 7         | Adam Václavík        | Rep. Ceca   |         |          |
| 8         | Aidan Millar         | Canada      |         |          |
| 9         | Vemund Gurigard      | Norvegia    |         |          |
| 10        | Aslak Nenseter       | Norvegia    |         |          |

21 febbraio

##### Inseguimento 12,5 km
| Posizione | Atleta               | Nazione   | Tempo   | Penalità |
| --------- | -------------------- | --------- | ------- | -------- |
| 1         | Ėduard Latypov       | Russia    | 35:02,8 | 1+0+1+0  |
| 2         | Vemund Gurigard      | Norvegia  | 35:27,2 | 0+0+0+2  |
| 3         | Aleksandr Povarnicyn | Russia    | 35:30,9 | 2+0+1+2  |
| 4         | Niklas Homberg       | Germania  |         |          |
| 5         | Aleksandr Dedjuchin  | Russia    |         |          |
| 6         | Fabien Claude        | Francia   |         |          |
| 7         | Émilien Jacquelin    | Francia   |         |          |
| 8         | Viktor Tret'jakov    | Russia    |         |          |
| 9         | Anton Mihda          | Ucraina   |         |          |
| 10        | Adam Václavík        | Rep. Ceca |         |          |

22 febbraio

##### Individuale 15 km
| Posizione | Atleta              | Nazione     | Tempo   | Penalità |
| --------- | ------------------- | ----------- | ------- | -------- |
| 1         | Aristide Bègue      | Francia     | 39:12,0 | 0+0+0+0  |
| 2         | Aleksandr Dedjuchin | Russia      | 39:15,8 | 0+0+0+0  |
| 3         | Vemund Gurigard     | Norvegia    | 40:39,1 | 0+0+0+0  |
| 4         | Émilien Jacquelin   | Francia     |         |          |
| 5         | Aslak Nenseter      | Norvegia    |         |          |
| 6         | Viktar Kryŭko       | Bielorussia |         |          |
| 7         | Adam Václavík       | Rep. Ceca   |         |          |
| 8         | Maksim Varabej      | Bielorussia |         |          |
| 9         | Johannes Donhauser  | Germania    |         |          |
| 10        | Fredrik Mack Rørvik | Norvegia    |         |          |

19 febbraio

##### Staffetta 4x7,5 km
| Posizione | Nazione     | Atleti                                                                    | Tempo     | Penalità |
| --------- | ----------- | ------------------------------------------------------------------------- | --------- | -------- |
| 1         | Russia      | Aleksandr Dedjuchin Viktor Tret'jakov Ėduard Latypov Aleksandr Povarnicyn | 1:19:59,7 | 0+4      |
| 2         | Norvegia    | Andreas Kvam Henrik Sagosen Smeby Aslak Nenseter Vemund Gurigard          | 1:21:12,2 | 0+5      |
| 3         | Francia     | Aristide Bègue Félix Cottet-Puinel Émilien Jacquelin Fabien Claude        | 1:21:22,3 | 0+8      |
| 4         | Germania    | Marco Groß Johannes Donhauser Dominic Schmuck Niklas Homberg              |           |          |
| 5         | Bielorussia | Aleh Litvinski Maksim Varabej Jaŭhen Lipaj Viktar Kryŭko                  |           |          |

24 febbraio

### Donne

#### Categoria "Giovani"

##### Sprint 6 km
| Posizione | Atleta                     | Nazione       | Tempo   | Penalità |
| --------- | -------------------------- | ------------- | ------- | -------- |
| 1         | Dar'ja Blaško              | Bielorussia   | 16:26,4 | 0+0      |
| 2         | Julia Schwaiger            | Austria       | 16:31,9 | 0+0      |
| 3         | Ingrid Landmark Tandrevold | Norvegia      | 16:32,6 | 0+1      |
| 4         | Dzinara Alimbekava         | Bielorussia   |         |          |
| 5         | Elizaveta Kaplina          | Russia        |         |          |
|           | Hanna Sola                 | Bielorussia   |         |          |
| 7         | Simone Kupfner             | Austria       |         |          |
| 8         | Ko Eun-jung                | Corea del Sud |         |          |
| 9         | Sophia Schneider           | Germania      |         |          |
| 10        | Julija Drozdova            | Russia        |         |          |

20 febbraio

##### Inseguimento 7,5 km
| Posizione | Atleta                     | Nazione  | Tempo   | Penalità |
| --------- | -------------------------- | -------- | ------- | -------- |
| 1         | Ingrid Landmark Tandrevold | Norvegia | 23:26,9 | 0+0+1+1  |
| 2         | Julia Schwaiger            | Austria  | 24:11,2 | 0+1+1+0  |
| 3         | Simone Kupfner             | Austria  | 24:22,4 | 0+1+1+1  |
| 4         | Urška Poje                 | Slovenia |         |          |
| 5         | Emily Battendier           | Francia  |         |          |
| 6         | Janina Hettich             | Germania |         |          |
| 7         | Sophia Schneider           | Germania |         |          |
| 8         | Elizaveta Kaplina          | Russia   |         |          |
| 9         | Anna Kryvonos              | Ucraina  |         |          |
| 10        | Kristin Våga Fløttum       | Norvegia |         |          |

22 febbraio

##### Individuale 10 km
| Posizione | Atleta                     | Nazione       | Tempo   | Penalità |
| --------- | -------------------------- | ------------- | ------- | -------- |
| 1         | Anna Kryvonos              | Ucraina       | 30:09,1 | 0+1+0+0  |
| 2         | Ingrid Landmark Tandrevold | Norvegia      | 30:27,9 | 0+0+1+1  |
| 3         | Elizaveta Kaplina          | Russia        | 30:37,8 | 1+0+0+1  |
| 4         | Karina Talmeneva           | Russia        |         |          |
| 5         | Elizaveta Bel'čenko        | Kazakistan    |         |          |
| 6         | Emily Battendier           | Francia       |         |          |
| 7         | Simone Kupfner             | Austria       |         |          |
| 8         | Janina Hettich             | Germania      |         |          |
| 9         | Ko Eun-jung                | Corea del Sud |         |          |
| 10        | Gabrielė Leščinskaitė      | Lituania      |         |          |

18 febbraio

##### Staffetta 3x6 km
| Posizione | Nazione     | Atleti                                                     | Tempo   | Penalità |
| --------- | ----------- | ---------------------------------------------------------- | ------- | -------- |
| 1         | Bielorussia | Dzinara Alimbekava Hanna Sola Dar'ja Blaško                | 51:50,2 | 0+7      |
| 2         | Russia      | Elizaveta Kaplina Natal'ja Uškina Kristina Rezcova         | 52:04,2 | 1+9      |
| 3         | Norvegia    | Kristin Våga Fløttum Eline Grue Ingrid Landmark Tandrevold | 52:53,7 | 0+4      |
| 4         | Austria     | Julia Schwaiger Theresa Wibmer Simone Kupfner              |         |          |
| 5         | Kazakistan  | Arina Pantova Alina Slepenko Elizaveta Bel'čenko           |         |          |

23 febbraio

#### Categoria "Juniores"

##### Sprint 7,5 km
| Posizione | Atleta              | Nazione     | Tempo   | Penalità |
| --------- | ------------------- | ----------- | ------- | -------- |
| 1         | Léna Arnaud         | Francia     | 20:40,6 | 0+0      |
| 2         | Galina Višnevskaja  | Kazakistan  | 20:43,0 | 0+0      |
| 3         | Chloé Chevalier     | Francia     | 20:53,7 | 0+0      |
| 4         | Marie Heinrich      | Germania    |         |          |
| 5         | Linn Persson        | Svezia      |         |          |
| 6         | Anna Magnusson      | Svezia      |         |          |
| 7         | Lisa Vittozzi       | Italia      |         |          |
| 8         | Julija Žuravok      | Ucraina     |         |          |
| 9         | Aita Gasparin       | Svizzera    |         |          |
| 10        | Jaŭhenija Jakaŭleva | Bielorussia |         |          |

21 febbraio

##### Inseguimento 10 km
| Posizione | Atleta               | Nazione    | Tempo   | Penalità |
| --------- | -------------------- | ---------- | ------- | -------- |
| 1         | Marie Heinrich       | Germania   | 27:58,3 | 0+0+0+0  |
| 2         | Galina Višnevskaja   | Kazakistan | 28:13,7 | 0+0+1+1  |
| 3         | Julija Žuravok       | Ucraina    | 28:19,0 | 0+0+0+0  |
| 4         | Lisa Vittozzi        | Italia     |         |          |
| 5         | Chloé Chevalier      | Francia    |         |          |
| 6         | Linn Persson         | Svezia     |         |          |
| 7         | Julia Simon          | Francia    |         |          |
| 8         | Anastasija Merkušyna | Ucraina    |         |          |
| 9         | Anna Magnusson       | Svezia     |         |          |
| 10        | Julie Chenevoy       | Francia    |         |          |

22 febbraio

##### Individuale 12,5 km
| Posizione | Atleta               | Nazione    | Tempo   | Penalità |
| --------- | -------------------- | ---------- | ------- | -------- |
| 1         | Julija Žuravok       | Ucraina    | 37:54,1 | 0+0+0+0  |
| 2         | Kinga Mitoraj        | Polonia    | 37:54,3 | 0+0+0+0  |
| 3         | Galina Višnevskaja   | Kazakistan | 38:24,2 | 0+1+0+0  |
| 4         | Dunja Zdouc          | Austria    |         |          |
| 5         | Viktorija Slivko     | Russia     |         |          |
| 6         | Ul'jana Kajševa      | Russia     |         |          |
| 7         | Anastasija Merkušyna | Ucraina    |         |          |
| 8         | Lisa Vittozzi        | Italia     |         |          |
| 9         | Aita Gasparin        | Svizzera   |         |          |
| 10        | Léna Arnaud          | Francia    |         |          |

19 febbraio

##### Staffetta 3x6 km
| Posizione | Nazione  | Atleti                                              | Tempo   | Penalità |
| --------- | -------- | --------------------------------------------------- | ------- | -------- |
| 1         | Francia  | Chloé Chevalier Julia Simon Léna Arnaud             | 53:27,3 | 0+6      |
| 2         | Russia   | Viktorija Slivko Natal'ja Gerbulova Ul'jana Kajševa | 53:54,2 | 0+7      |
| 3         | Germania | Anna Weidel Helene-Therese Hendel Marie Heinrich    | 55:01,0 | 0+7      |
| 4         | Svezia   | Hanna Öberg Linn Persson Anna Magnusson             |         |          |
| 5         | Austria  | Susanne Hoffmann Susanna Kurzthaler Dunja Zdouc     |         |          |

24 febbraio

## Medagliere per nazioni

### Categoria "Giovani"
| Posizione | Nazione     | Oro | Argento | Bronzo | Totale |
| --------- | ----------- | --- | ------- | ------ | ------ |
| 1         | Russia      | 2   | 2       | 2      | 6      |
| 2         | Norvegia    | 2   | 1       | 5      | 8      |
| 3         | Bielorussia | 2   | 0       | 0      | 2      |
| 4         | Austria     | 1   | 3       | 1      | 5      |
| 5         | Ucraina     | 1   | 1       | 0      | 2      |
| 6         | Danimarca   | 0   | 1       | 0      | 1      |

### Categoria "Juniores"
| Posizione | Nazione     | Oro | Argento | Bronzo | Totale |
| --------- | ----------- | --- | ------- | ------ | ------ |
| 1         | Russia      | 3   | 2       | 1      | 6      |
| 2         | Francia     | 3   | 1       | 2      | 6      |
| 3         | Germania    | 1   | 0       | 1      | 2      |
|           | Ucraina     | 1   | 0       | 1      | 2      |
| 5         | Kazakistan  | 0   | 2       | 1      | 3      |
|           | Norvegia    | 0   | 2       | 1      | 3      |
| 7         | Polonia     | 0   | 1       | 0      | 1      |
| 8         | Stati Uniti | 0   | 0       | 1      | 1      |